# Acalymma bruchii
Acalymma bruchii es un coleóptero de la familia Chrysomelidae.
Fue descrita científicamente por primera vez en 1911 por Bowditch.